# Personaggi di Final Fantasy VIII
Questa pagina descrive i personaggi del videogioco di ruolo giapponese Final Fantasy VIII.

## Personaggi principali

### Squall Leonhart
Squall, 17 anni, è il protagonista maschile del gioco. SeeD del Garden di Balamb, ha una cicatrice sulla fronte (a seguito di uno scontro con Seifer in cui viene ferito). Ragazzo chiuso e solitario, ha una grande rivalità con Seifer. Il suo carattere evolverà decisamente dopo l'incontro con Rinoa, di cui si innamora, ricambiato. La sua arma è il Gunblade, un misto tra una grande spada e un fucile dal tamburo simile al revolver.

### Rinoa Heartilly
Rinoa entra nel gioco come cliente del Garden: infatti incontra Squall durante il ballo. Capo del gruppo dei Gufi del Bosco, resistenza di Timber, si innamora di Squall e riuscirà a renderlo meno freddo e solitario. Dalla fine del secondo disco verrà posseduta dalla strega Artemisia, perdendo i sensi (risultando quindi un personaggio non utilizzabile per tutta la durata del disco) e risvegliandosi nella base orbitante per liberare Adele. In quell'occasione è Squall a salvarla, ma la ragazza gli verrà comunque portata via dalle autorità di Esthar in quanto è diventata una strega. Incurante di questo, Squall la salverà, e da quel momento non si separeranno più. Come arma usa un disco rotante, e il suo fidato cane Angelo.

### Zell Dincht
Zell è un SeeD del Garden di Balamb. Supera l'esame di SeeD insieme a Squall e Selphie. È molto impulsivo e generoso, anche se a volte risulta fastidioso agli altri membri del gruppo, fino addirittura a metterli nei guai per colpa della sua parlantina. Zell è esperto di arti marziali come Tifa in Final Fantasy VII e Sabin in Final Fantasy VI, l'unico del gruppo in grado di combattere a mani nude: l'unico attrezzo che usa sono dei guanti ferrati, che possono essere acquistati come qualsiasi altra arma nei negozi appositi. È un grande divoratore di panini del bar del Garden, nonostante non arrivi mai in tempo per accaparrarseli (pare infatti siano molto graditi dagli studenti), e sembra inoltre appassionato di tecnologia (come lo skateboard volante, o più in generale tutti i macchinari in cui il gruppo si imbatte).

### Irvine Kinneas
Irvine è uno studente del Garden di Galbadia. Si aggrega alla squadra come cecchino, nell'intento di eliminare la Strega Edea nell'attentato durante la parata. Donnaiolo per eccellenza, non esiste una ragazza del gruppo con cui non ci abbia provato, anche se in realtà è molto attratto da Selphie. Nonostante il suo carattere estroverso ed esagerato, nasconde un lato molto insicuro e solitario, che mostrerà soltanto a Squall in un attimo di ansia poco prima dell'attentato. La sua arma è il fucile, caricabile con diversi tipi di proiettili.

### Quistis Trepe
Quistis, 18 anni, è una professoressa del Garden di Balamb. All'età di 15 anni diventa SeeD del Garden di Balamb, e a soli 17 anni viene promossa a professoressa, ma poco dopo l'inizio del gioco si licenzia per ritornare in azione come SeeD. È molto affezionata a Squall, anche se non ne è innamorata, come crede all'inizio del gioco. Nei primi due dischi ha un ruolo fondamentale allo svolgersi nella trama, ma con l'andare avanti del gioco perderà questa importanza, fino a diventare un personaggio marginale, rimanendo nonostante tutto membro fisso nella rosa del party (questo aspetto è facilmente verificabile dal numero esiguo di battute che pronuncia negli ultimi due CD del gioco). La sua arma è la frusta.

### Selphie Tilmitt
Proviene dal Garden di Trabia, ma supera l'esame di SeeD a Balamb. Ragazza allegra e vivace, è sempre pronta a portare nel gruppo una nota di allegria anche nei momenti più tragici. Adora i treni, non riesce a stare ferma ed è sempre molto ottimista. Come arma usa il nunchaku.

## Antagonisti

### Seifer Almasy
Seifer è la nemesi di Squall, con cui ha molte caratteristiche in comune. Anche lui studente del Garden di Balamb, come Squall ha una cicatrice sulla fronte (sempre in seguito allo stesso scontro). Arriva nel Garden da giovane insieme a Squall e conosce Rinoa un anno prima dello svolgimento della storia principale, diventandone amico. Anche Seifer usa il Gunblade, diverso da quello di Squall per la forma dell'elsa che ricorda una pistola semi-automatica invece di un fucile. Poco dopo la prima missione passa dalla parte dei nemici, diventando il cavaliere della Strega, prima di Edea (controllata da Artemisia) e poi dell'essenza stessa di Artemisia nel corpo di Adele.

### Adele
Seconda strega malvagia incontrata nel gioco, Adele (アデル?, Aderu) fu reggente di Esthar fino a che i suoi abitanti non riuscirono a imprigionarla con l'aiuto semi-involontario di Laguna. Rimane confinata per anni nello spazio nel sigillo, fino a che Rinoa non la libera: sotto il controllo di Artemisia riprende quindi possesso del suo palazzo, la Lunatic Pandora, causando il Pianto Lunare (i mostri lunari invadono il pianeta). Si fonderà con Rinoa, catturata da Seifer, ma verrà sconfitta definitivamente dai protagonisti guidati dal vendicativo Squall, e Rinoa sarà tratta in salvo.
Al contrario delle altre streghe, Adele ha un corpo possente e muscoloso, più simile a quello di un uomo che di una donna; tutto fa presupporre che Adele sia effettivamente un uomo, dal momento che il titolo di strega rimane invariato da uomo a donna (anche il grande Hyne è descritto come un uomo), e che Adele è un nome sia da donna che da uomo.

### Artemisia
La strega più potente di tutti i tempi, vive in un futuro remoto da cui controlla molti dei personaggi della storia (Edea, Adele, Rinoa, tutte quante streghe). Abita in un castello immenso, arroccato sul nulla e ancorato al terreno tramite gigantesche catene, ed è protetta da numerosi guardiani molto potenti, che i protagonisti dovranno affrontare uno ad uno. Il suo piano è quello di distruggere ogni forma vivente, e lo spazio e il tempo stessi tramite la "compressione", fino a diventare il tutto, in un universo senza più vita, un piano folle per cui vengono portate poche spiegazioni, rendendo confusa l'ultima parte della trama. Da alcuni indizi viene fatto supporre che Artemisia avesse un cavaliere di cui era innamorata ma che poi per cause ignote perse la vita. Ciò fece impazzire dal dolore Artemisia spingendosi a voler distruggere tutto. È il boss finale del gioco (benché non il più forte, secondo la tradizione dei vari Final Fantasy) e dovrà essere sconfitta nei suoi quattro differenti stadi. È in grado di evocare anche lei un G.F., il Griever, una bestia a metà tra un lupo e un leone (come quella rappresentata nel ciondolo di Squall, e da essa derivata, in quanto il mostro è, secondo Artemisia, la creatura più spaventosa nella mente di Squall).

## Altri personaggi
Oltre alla gestione dei personaggi principali, il giocatore assume spesso il controllo del gruppo formato da Laguna Loire, Kiros Seagul e Ward Zabak.

### Ellione
Ellione (エルオーネ?, Eruone) è la ragazza che appare all'inizio del gioco in infermeria, avvolta dal mistero per buona parte del gioco. Perse i genitori nella "Guerra della Strega", accudita da Raine e Laguna finché non venne portata ad Esthar per degli studi sui suoi poteri dal Dottor Odine: Ellione è infatti una strega molto potente. Usa queste sue capacità per far tornare indietro nel tempo Squall nei sogni, nelle vesti di Laguna, e in seguito per trasferire tutto il party nel futuro. Frequentò anche lei l'orfanotrofio di Edea e qui si affezionò a Squall che incominciò a chiamarla "sorellina" (tuttavia i due non hanno nessun rapporto di parentela diretta). Ellione vedendo il grande legame che lega Squall e Rinoa, i suoi amici e circondata dalle persone che ama, comprende infine che il passato non è importante e che il futuro non è scritto. Solo il presente è importante perché è in quello che il futuro e il passato si incontrano ed è lì che tutto può essere cambiato.

### Edea
Inizialmente viene contrastata dai Seed finché non vengono a sapere che è stata posseduta da Artemisia, la strega del futuro che trasmetterà i poteri anche su Rinoa. È la donna che ricordano Quistis, Squall, Selphie, Zell e Irvine quando andranno nel Garden di Trabia: ella infatti è la "madre" che li accudì nell'orfanotrofio. Questi non se lo ricordano prima per via della loro memoria offuscata a causa dell'uso dei G.F.. È segretamente la Moglie di Cid. Per un breve periodo di tempo nel terzo disco è un personaggio giocabile, a sostituzione di Rinoa.

### Cid Kramer
Cid, nome ricorrente nella saga, in questo capitolo è il preside del Garden di Balamb. Per riuscire a costruirlo si indebita con Norg, che diventa quindi il proprietario del Garden ma che verrà sconfitto dai protagonisti. È (segretamente) sposato con Edea.

### Laguna Loire
Soldato di Galbadia che verrà controllato dal giocatore nei "sogni" prodotti da Ellione. È infatuato della pianista dell'hotel di Galbadia, Julia, che ricambia il suo sentimento, anche se i due non potranno mai dichiararsi a causa degli eventi. In seguito Julia si sposerà col colonnello Caraway, unione da cui nascerà Rinoa. Laguna nel frattempo risulta disperso in battaglia, in realtà si dimette dalla vita militare per viaggiare, inizialmente lavora come giornalista (si possono leggere dei suoi articoli su "Timber Maniacs") e infine si stabilisce a Winhill, dove è stato raccolto ferito da Raine. I due si innamoreranno, e come mostrato nel filmato finale del gioco si sposano. A un certo punto della vicenda però Ellione viene rapita, e Laguna deve abbandonare Winhill per cercarla. Non si conosce la storia di Raine da quel momento in poi, ma come mostrato sempre nel filmato finale è morta. Alcune teorie (non confermate esplicitamente, ma suggerite più volte nel corso del gioco) suggerirebbero che Squall sia figlio della relazione tra Laguna e Raine. Dopo aver liberato Ellione, Laguna partecipa alla ribellione della futurista città di Esthar contro la strega Adele. In seguito al successo dell'operazione, ne diverrà il presidente, ruolo in cui i protagonisti lo incontreranno nel terzo disco del gioco. Laguna ammette di essere diventato presidente per avere parlato troppo e senza rendersene conto è salito al potere. Tuttavia egli ancora rimpiange di esserlo diventato per non avere potuto infine tornare da Raine a Winhill.

### Ward Zaback
Soldato di Galdabia che fa parte dei "sogni" prodotti da Ellione. È un caro amico di Laguna: il suo fisico è decisamente imponente, indossa sempre una bandana azzurra e ha una cicatrice sul volto. Perde la voce, a quanto pare in seguito ai duri combattimenti sostenuti in una missione, infatti da quel momento si esprimerà soltanto con dei puntini di sospensione. In combattimento usa un arpione.

### Kiros Seagul
L'altro soldato amico di Laguna, in combattimento si muove in maniera sinuosa, quasi femminea, utilizzando delle lame chiamate Katals. Mostra uno spiccato senso per l'umorismo in risposta alle situazioni imbarazzanti che vedono coinvolto il trio. Ha la pelle scura e i capelli acconciati in lunghe treccine.

### Raine Leonheart
Una dolce ragazza che gestisce un bar nel villaggio di Winhill. Anche se non è detto direttamente, si scoprirà essere la madre di Squall Leonheart. Durante la guerra di Galbadia, troverà Laguna Lorie gravemente ferito dopo aver disertato dall'esercito di Galbadia, per abbandonare la vita militare per fare il giornalista. Nei mesi successivi si prenderà cura di Laguna medicando le sue ferite fino a quando non si ristabilisce. Raine inizialmente trova insopportabile il comportamento di Laguna, poiché si atteggiava con comportamenti infantili. Tra i due tutta via sboccerà infine l'amore e alla fine i due si sposeranno.
In un momento imprecisato, Ellione, viene infine rapita dai soldati di Esthar, e Laguna è costretto infine ad abbandonare il villaggio per andare a soccorrerla. Raine che era rimasta incinta, non riuscirà a dire nulla del loro figlio a Laguna. Raine muore infine di parto e suo figlio Squall finisce nell'orfanotrofio di Edea, dove lì conoscerà, Selphie, Quistis, Irvine, Seifer e Zell. Nel presente al villaggio Winhill il bar di Raine è stato acquistato da una scrittrice che sembra avere poteri medium, affermando che nel bar c'è una presenza. Sembra, infatti, che lo spirito di Raine sia tornato a Winhill al bar dove viveva col suo amato Laguna ed Ellione. La scrittrice mette ogni volta sui tavoli dei fiori bianchi che si riveleranno quelli preferiti di Raine. Quando Squall va a fare visita al villaggio Winhill, per alcuni momenti sembra vedere dentro il bar, Raine.

### Dottor. Odine.
È uno scienziato geniale, ma eccentrico, conosciuto soprattutto per le sue ricerche sulla magia e sulla tecnologia. Odine è il capo del laboratorio di Esthar, una delle città tecnologicamente più avanzate del mondo. Si comporta in maniera altezzosa, parlando spesso di sé in terza persona, e può apparire scontroso o distratto, tutto in nome della sua ossessione per la scienza. Il Dottor Odine è famoso per aver sviluppato il dispositivo che permette di utilizzare la magia senza l'uso di un Guardian Force (GF): La Juction. Odine ha studiato in maneria molto approfondita la natura e la magia delle streghe, al punto di avere svelato molti dei loro grandi segreti tra i quali le manipolazioni temporali causate da Artemisia e la compressione temporale. Quando Squall porta Rinoa a Esthar per la prima volta, Odine nell'esaminarla capisce subito, che Rinoa è in uno stato di trance magica, manipolata da Artemisia. Prima di essere coinvolto con Laguna, il Dottor Odine lavorava al servizio della Strega Adele, una delle figure più potenti e temute del mondo di Final Fantasy VIII. Adele era la sovrana di Esthar, e Odine era parte del suo regime, contribuendo con la sua ricerca sulla magia e sul potere delle streghe. È probabile che Odine fosse responsabile di molte delle tecnologie magiche e militari che rendevano il dominio di Adele così temibile. Quando Laguna Loire e i suoi alleati riuscirono a fermare Adele, sigillandola nello spazio, Odine decise di continuare a lavorare per il nuovo governo di Esthar, guidato da Laguna stesso. Nonostante il cambio di leadership, la sua passione per la scienza e la magia rimase inalterata, e le sue conoscenze continuarono a essere vitali per affrontare nuove minacce, come la compressione temporale di Artemisia.